# Lispe albimacula
Lispe albimacula este o specie de muște din genul Lispe, familia Muscidae. A fost descrisă pentru prima dată de Malloch în anul 1923. Conform Catalogue of Life specia Lispe albimacula nu are subspecii cunoscute.